# Niagara Falls (New York)
Niagara Falls je grad u američkoj saveznoj državi New York. Prema popisu stanovništva iz 2010. u njemu je živjelo 50.193 stanovnika.